# Penugem

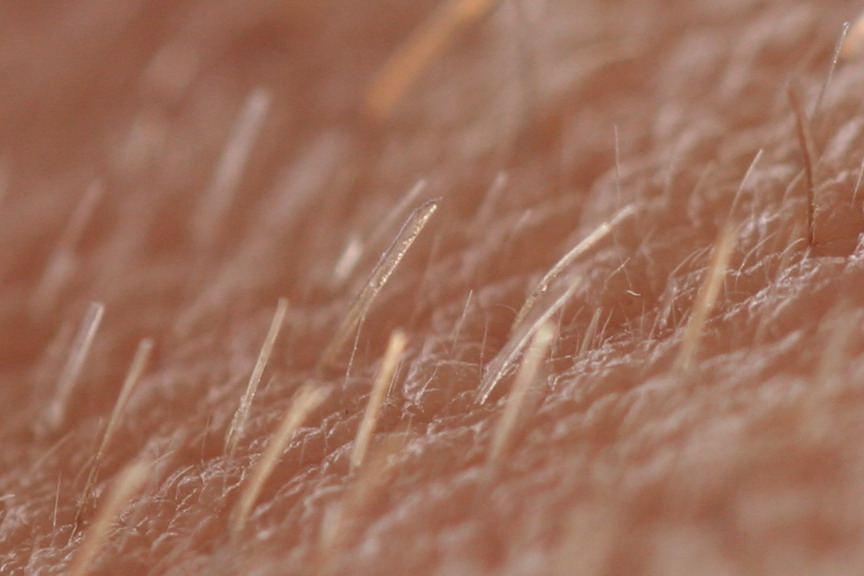
Pormenor de pele humana coberta de penugem

Distribuição androgénica do pelo corporal no corpo da mulher e do homem.

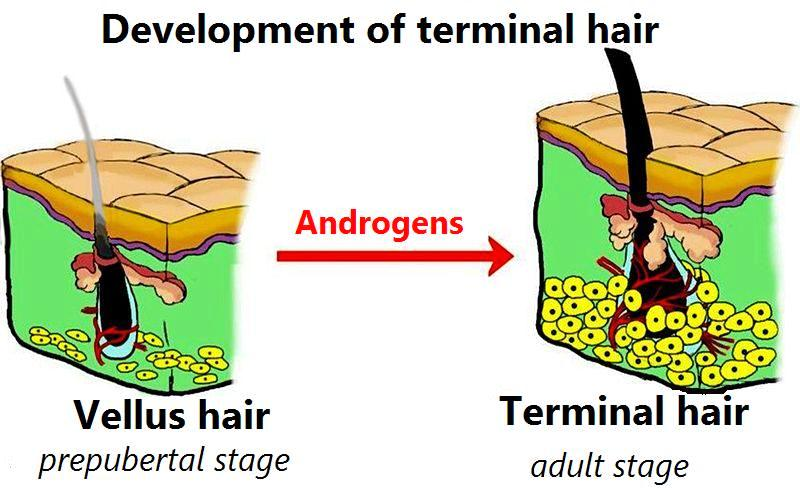
Comparaçãod a penugem (esq.) com o pelo terminal (dir.) nos humanos.

O pelo corporal ou penugem é o tipo de pelo fino e incolor que cobre a maior parte do corpo dos seres humanos; é composto por fibras capilares delgadas e curtas, que não superam em geral os 2 mm. Cobre quase totalmente a superfície corporal, excetuando as palmas das mãos, as plantas dos pés e a mucosa genital. O folículo correspondente a cada pelo da penugem não está ligado a uma glândula sebácea.
A ação hormonal pode induzir a sua transformação em pelo terminal, um fenómeno normal nos varões e medicamente catalogado como hirsutismo nas mulheres.
O pelo androgénico é o pelo terminal do corpo humano, que cresce durante e após a puberdade. É claramente diferenciado do que cresce na cabeça e é menos visível.
Os folículos do pelo caracterizam-se por não possuírem glândulas sebáceas, e são compostos por fibras capilares delgadas e curtas, que não superam em geral os 2 mm.
O crescimento do pelo corporal está associado ao nível de androgénios (hormonas masculinas) do individuo. Devido aos homens terem um nível mais elevado de androgénios do que as mulheres, eles tendem a ter mais pelo corporal do que elas.
A partir da infância e até ao resto da vida do ser humano, o pelo corporal tende a cobrir por completo o corpo humano, excetuando as mucosas (boca, lábios, glande,...), a parte traseira das orelhas, as palmas das mãos e as plantas dos pés.
A densidade de pelo (folículos pilosos por cada centímetro quadrado) varia de individuo para indivíduo.

## Crescimento e desenvolvimento
A penugem substitui o lanugo no feto humano por volta das 36 a 40 semanas de gestação.
Posteriormente, os altos níveis de androgénios registados fazem com que o pelo fino e pouco visível que cresce durante a infância se transforme em "pelo terminal" em diferentes partes do corpo.
Os folículos capilares respondem aos androgénios, principalmente à testosterona e aos seus derivados. Diferentes áreas do corpo reagem de maneira mais ou menos intensa a estas hormonas. A densidade da penugem e a grossura dos folículos aumenta. Por exemplo, devido à zona púbica ser mais sensível aos androgénios, a penugem mais grossa costuma crescer aí primeiro.
Diversos fatores genéticos determinam os níveis de androgénios e a sensibilidade dos folículos a estes, o que finalmente diferencia a densidade e distribuição da penugem em cada individuo.

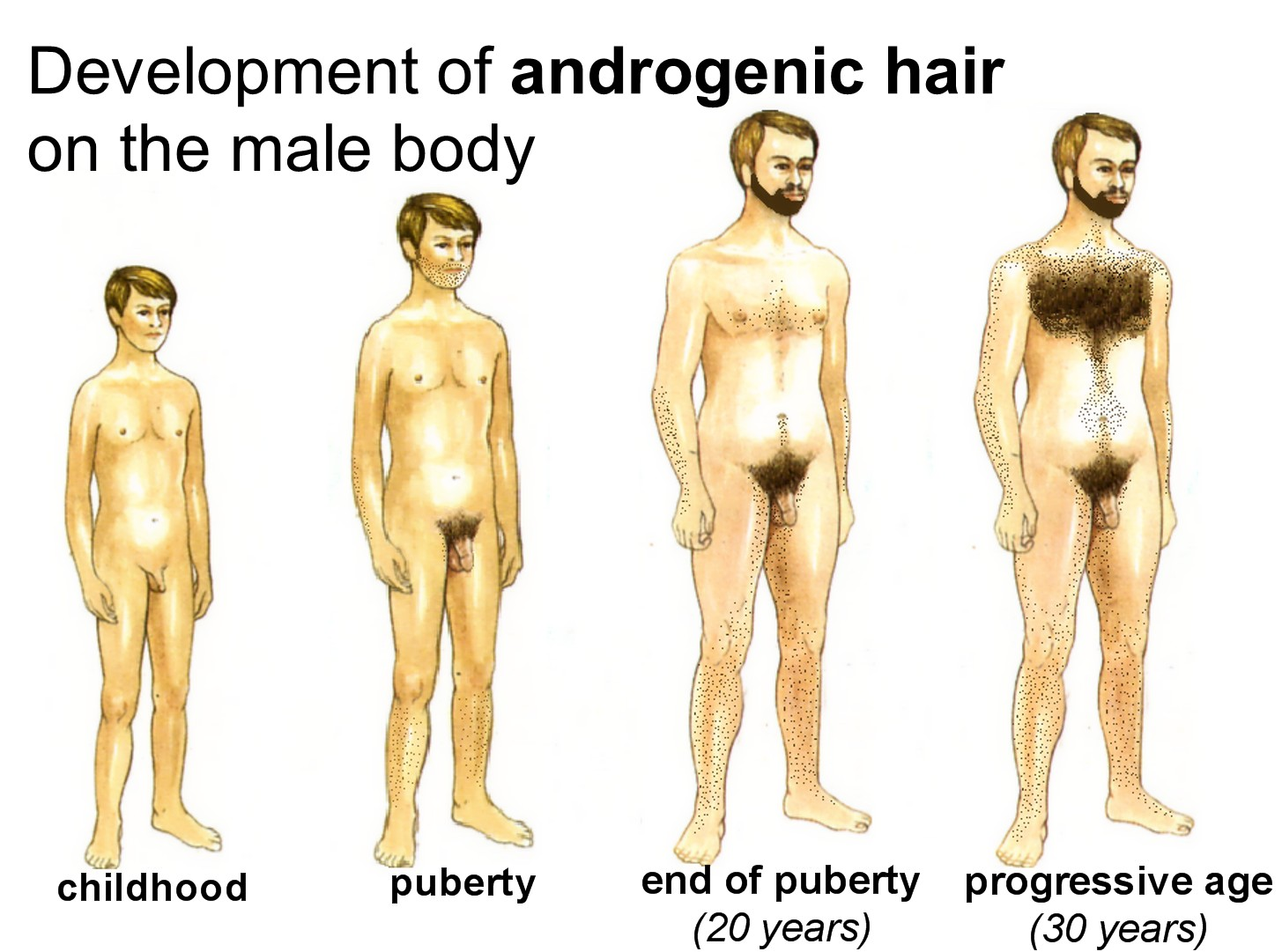
Desenvolvimento do pelo corporal num ser humano masculino.

Os casos mais notáveis em ambos os sexos são o pelo púbico e o pelo axilar. Isto é visto por vezes como característica sexual secundária. Há uma clara diferença na distribuição e quantidade de pelo entre os dois sexos, sendo os homens os que tendem a ter bastante mais pelo corporal em muito mais áreas. Isso inclui o pelo facial, o pelo peitoral, o pelo abdominal, o pelo das pernas e braços, e o pelo dos pés. As mulheres, em contraponto, costumam unicamente apresentar penugem mais ou menos visível nas pernas, braços e pés.
No entanto, existe um fenómeno medicamente catalogado como hirsutismo, no qual a mulher afetada conta com um nível de androgénios similar ao dos varões e, portanto, apresenta pelo em zonas caracteristicamente masculinas.

## A penugem segundo etnias e culturas diferentes
Está comprovado cientificamente que a penugem é excessiva em algumas etnias e escassa e mesmo nula em outras, por razões genéticas e correspondentes ao gene NZ-27891 presente em quantidades grandes nuns, e de forma moderada, escassa ou nula em outros, segundo um estudo realizado pela Universidade de Lovaina e pela Universidade de Barcelona com um grupo de pessoas de diferentes etnias. O estudo revela que a penugem é muito abundante em pessoas de etnia caucasiana (brancos), e é nulo em pessoas de etnia indígena americana, asiática e australiana (etnias mongoloides). O mesmo estudo agrupou pessoas de una amplia diversidade de nacionalidades e comprovou que os que mais pelo corporal têm são as pessoas da costa mediterrânica e da Escandinávia, e quem menos tinha eram as etnias mongóis, chinesas e indianas. Mas o mesmo estudo foi realizado tanto em homens como em mulheres, e deu como resultado que o mesmo gene que torna mais hirsuto o homem euro-americano torna menos hirsuta a a mesma mulher, já que as europeias e americanas tendem a ter reduzido nível de testosterona.